# Juan de la Cierva y Codorníu
Juan de la Cierva y Codorníu (Múrcia, 21 de setembre de 1895 - Croydon, Anglaterra, 19 de desembre de 1936) fou un enginyer de camins, canals i ports i aviador espanyol. És conegut per ser l'inventor de l'autogir, aparell precursor de l'actual helicòpter.

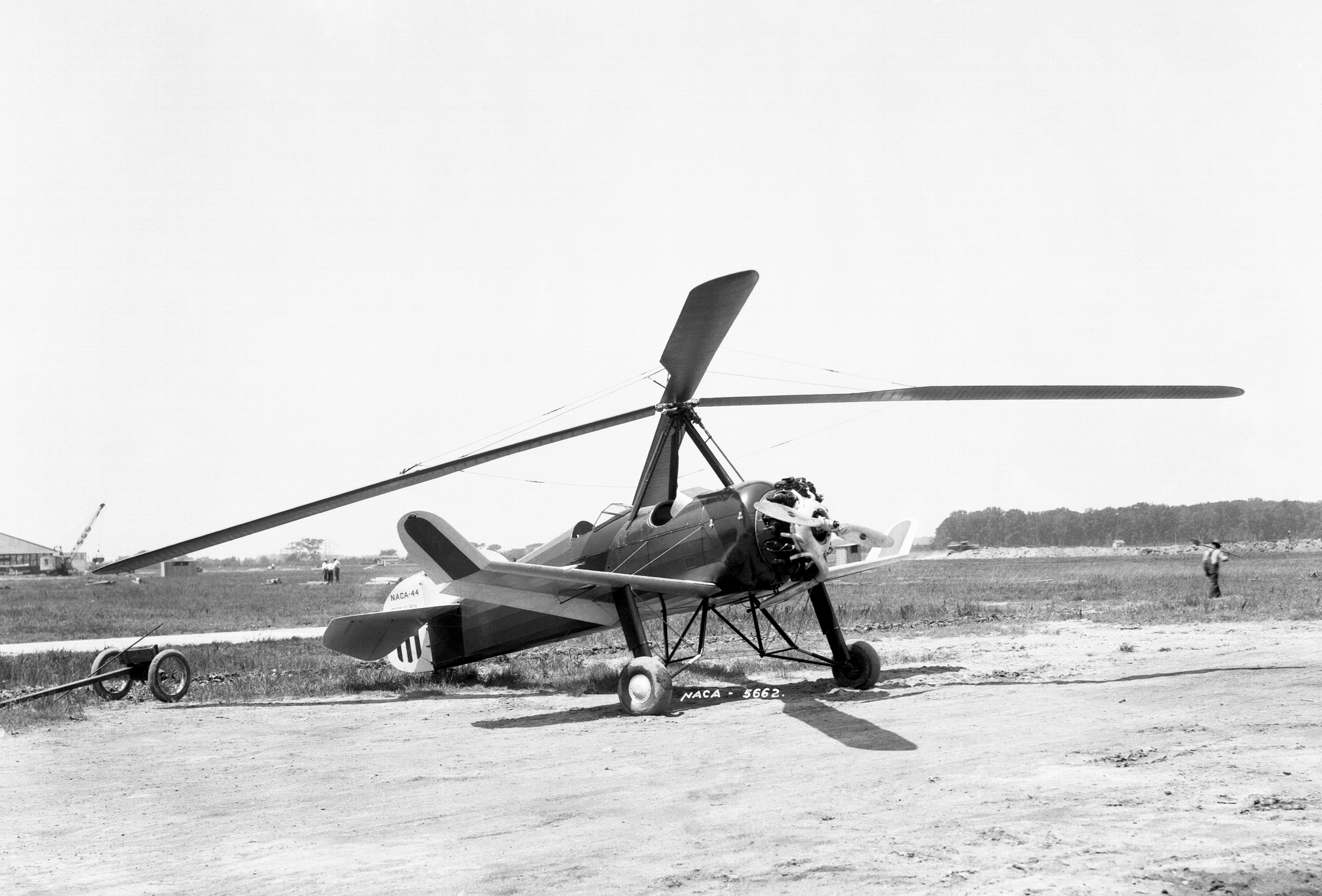
Autogir fabricat per Juan de la Cierva als EUA.

Era fill de l'advocat, polític i empresari Juan de la Cierva y Peñafiel i de Maria Codorníu Bosch, i des de ben petit ja mostrava interès per les exhibicions aèries que es realitzaven com a espectacle. La família va viure a Múrcia i posteriorment es varen traslladar a Getafe.

## L'autogir
Juntament amb dos companys, José Barcala, antic company d'estudis, i Pablo Díaz, fill d'un fuster, va fundar la societat BCD, les sigles corresponien amb les inicials dels seus tres cognoms, que va ser pionera en el desenvolupament aeronàutic dins d'Espanya. Gràcies a la seva capacitat, el 1912, quan només tenia 16 anys, Juan de la Cierva va aconseguir construir i fer volar un avió biplà, que va rebre la designació BCD-1, que va ser anomenat el Cangrejo, amb el francés Mauvais com a pilot i amb passatgers a bord.
Juan de la Cierva va construir a Madrid el 1920 el seu primer autogir, el Cierva C.1. A diferència de l'avió que té les ales fixades al fuselatge, l'autogir inventat per de la Cierva tenia les ales fixades a un rotor. En aquest primer model elemental fa servir tan sols un fuselatge, rodes i un estabilitzador vertical d'un monoplà francès Deperdussin de 1911, sobre el qual va muntar dos rotors de quatre pales contrarrotatoris coronats per una superfície vertical destinada a proporcionar control lateral, la planta motriu era un motor Le Rhône de 60 cavalls. L'aparell no va arribar a volar, ja que el rotor inferior girava a menys velocitat de la prevista, i l'efecte giroscòpic i l'asimetria de la sustentació van fer bolcar l'aparell. A aquest primer autogir varen seguir dues construccions també fallides, el C.2 i el C.3, en què l'inventor va intentar, infructuosament, resoldre el problema de la diferència de sustentació entre la pala que avança i la que retrocedeix. No obstant això, a les proves del C.2 es van aconseguir alguns salts d'uns dos metres, el que apuntava a la viabilitat de l'invent. L'asimetria de la sustentació del rotor no es resoldria plenament fins al prototip C.4, en el qual la Cierva va incloure la seva revolucionària idea d'articular les pales del rotor en la seva arrel.
Els primers assajos del model C.4 construït conforme als nous principis van ser novament infructuosos. Per a la seva definitiva resolució, la Cierva va realitzar una completa sèrie d'assajos en el túnel de vent de circuit tancat de l'aeròdrom de Cuatro Vientos (obra d'Emilio Herrera), per aquell temps el millor d'Europa. El nou aparell corregit es va provar amb èxit el gener de 1924, i va arribar una velocitat màxima de 100 km/h, bastant modesta, però reveladora de les possibilitats de l'autogir, que ja havia superat les proves d'insensibilitat a la pèrdua de velocitat (era capaç de volar correctament a molt baixes velocitats) i de poder prendre terra verticalment.
El 18 de setembre de 1928 va creuar el Canal de la Mànega amb l'autogir, en només vint minuts.
La comercialització de l'autogir va començar el 1931. El 1934 va recórrer la distància que separa la península Ibèrica de les illes britàniques.
Va morir en un accident d'aviació, el 9 de desembre de 1936, quan es va estavellar l'avió de línia amb el que viatjava de Londres a Amsterdam en una missió per aconseguir munició per al bàndol nacional a la Guerra Civil espanyola.